# Проклятый Амстердам
«Проклятый Амстердам» (другой вариант перевода — «Амстердамский кошмар», нидерл. Amsterdamned) — нидерландский детективный триллер режиссёра Дика Маса, вышедший на экраны в 1988 году.
В начале 1990-х у Дика Маса была идея снять сиквел, где действие происходило бы в Роттердаме, а сам фильм назывался бы, соответственно, «Rotterdoom».

## Сюжет
По Амстердаму прокатывается серия чудовищных, но никак не мотивированных убийств — жертвы никак между собой не связаны и единственное, что их объединяет, это то, что нападают на них возле многочисленных амстердамских каналов. Тем не менее, удаётся найти улики, которые показывают, что убийца является водолазом и поэтому может незаметно передвигаться по городу, используя эти самые каналы. Занимающийся этим делом детектив Эрик Виссер наведывается в амстердамский клуб ныряльщиков, где знакомится с ныряльщицей Лаурой, а заодно с психиатром Мартином Руйсдаэлем, который в прошлом имел свой бизнес по подводному нырянию, но, с его слов, бросил его из-за нехватки времени на пациентов. У Эрика с Лаурой, которая является пациенткой Мартина, начинается любовный роман и в какой-то момент она говорит Эрику, что слышала от Мартина, что причина, из-за которой он бросил дайвинг, была в другом — якобы что-то ужасное случилось с его другом.
Тем временем, убийства продолжаются, но какие-либо попытки поймать убийцу постоянно по разным причинам проваливаются вплоть до того, что когда Эрик лично выслеживает убийцу, то в итоге получает ранение от него, но в то же время успевает разбить ему водолазную маску. В больнице его навещает Лаура, которой он всё рассказывает. Через какое-то время Лаура приходит на приём на дом к Мартину, который в этот момент отсутствует. Дожидаясь его она слышит шум из пристроенного к дому эллинга и заходит туда, думая, что это Мартин. Но там она находит мокрый водолазный костюм, по описанию такой же, как у убийцы, и разбитую водолазную маску. Она срочно звонит Эрику в больницу, но тут домой возвращается Мартин и Лаура прячется от него в эллинге. Когда он туда заходит, она оглушает его веслом, но тут из воды выпрыгивает настоящий убийца, однако вовремя прибывший Эрик ранит убийцу из пистолета и тот уплывает.
Пришедший в себя Мартин раскрывает правду. У него есть друг детства, который в своё время приобщил его к дайвингу. Несколько лет назад одна компания попросила того достать груз с их затонувшего корабля. Грузом оказались химикаты — гексафторид урана. К несчастью, одна из бочек открылась прямо в воде, что сильно обезобразило друга и травмировало его мозг. Из-за своего уродства он полностью отдалился от общества и своих друзей, и постепенно стал сходить с ума. За несколько недель до начала убийств он попросил Мартина дать ему подводное снаряжение и Мартин, думая, что это поможет тому вернуться в к нормальной жизни, предоставил ему свой эллинг.
Тем временем убийца, понимая что его раскрыли, решает не дожидаться приезда полиции и совершает самоубийство, выстрелив себе в рот из гарпуна. Прибывший к нему на дом Эрик только и говорит, что убийца «совершил последнее погружение». В финальной сцене они с Лаурой катаются на катамаране по каналам Амстердама.

## В ролях
| Актёр            | Роль        |
| ---------------- | ----------- |
| Хуб Стапел       | Эрик Виссер |
| Моник ван де Вен | Лаура       |
| Серж-Анри Валке  | Вермир      |
| Хидде Мас        | Райсдел     |
| Лу Ландре        | Шеф         |